# Амадор-Сіті (Каліфорнія)
Амадор-Сіті (англ. Amador City) — місто (англ. city) в США, в окрузі Амадор штату Каліфорнія. Населення — 200 осіб (2020).

## Географія
Амадор-Сіті розташований за координатами 38°25′8″ пн. ш. 120°49′25″ зх. д. / 38.41889° пн. ш. 120.82361° зх. д. (38.418950, -120.823548).  За даними Бюро перепису населення США в 2010 році місто мало площу 0,81 км², уся площа — суходіл.

## Демографія
Згідно з переписом 2010 року, у місті мешкало 185 осіб у 85 домогосподарствах у складі 47 родин. Густота населення становила 228 осіб/км².  Було 108 помешкань (133/км²).
Расовий склад населення:
| - 92,4 % — білих - 2,2 % — корінних американців - 1,1 % — азіатів - 1,1 % — осіб інших рас |

До двох чи більше рас належало 3,2 %. Частка іспаномовних становила 5,9 % від усіх жителів.
За віковим діапазоном населення розподілялося таким чином: 20,0 % — особи молодші 18 років, 66,5 % — особи у віці 18—64 років, 13,5 % — особи у віці 65 років та старші. Медіана віку мешканця становила 43,5 року. На 100 осіб жіночої статі у місті припадало 94,7 чоловіків;  на 100 жінок у віці від 18 років та старших — 100,0 чоловіків також старших 18 років.
За межею бідності перебувало 27,0 % осіб, у тому числі 14,8 % дітей у віці до 18 років та 0,0 % осіб у віці 65 років та старших.
Цивільне працевлаштоване населення становило 75 осіб. Основні галузі зайнятості: будівництво — 20,0 %, освіта, охорона здоров'я та соціальна допомога — 18,7 %, науковці, спеціалісти, менеджери — 13,3 %, роздрібна торгівля — 12,0 %.